# Omar Fernández
Omar Andrés Fernández Frasica, noto semplicemente come Omar Fernández (Zipaquirá, 11 febbraio 1993), è un calciatore colombiano, attaccante del Santa Fe in prestito dal León.

## Caratteristiche tecniche
È un'ala sinistra.

## Carriera
Cresciuto nel settore giovanile dell'Academia, ha esordito in prima squadra il 12 febbraio 2011 disputando l'incontro di Categoría Primera B vinto 2-0 contro il Boca Juniors de Cali.